# McCracken megye
McCracken megye az Amerikai Egyesült Államokban, azon belül Kentucky államban található. Megyeszékhelye és legnagyobb városa Paducah. Lakosainak száma 67 875 fő (2020. április 1.). McCracken megye Massac, Livingston, Marshall, Graves, Carlisle, Ballard és Pulaski megyékkel határos.

## Népesség
A megye népességének változása:
| Lakosok száma | 65 565 | 65 826 | 65 634 | 65 373 | 65 018 | 67 875 |
|               | 2010   | 2011   | 2012   | 2013   | 2015   | 2020   |